# Altstadt (Würzburg)
Die Würzburger Altstadt ist mit 18.628 Einwohnern nach dem Frauenland der bevölkerungsreichste Stadtbezirk Würzburgs.

## Geografie

### Lage
Die Altstadt liegt umgeben vom Würzburger Ringpark. Sie bildet den Mittelpunkt.
| Dürrbachtal  | Grombühl | Grombühl   |
| Zellerau     | Kompass  | Frauenland |
| Steinbachtal | Sanderau | Frauenland |

### Gliederung
Der Stadtbezirk besteht aus den Stadtteilen Äußere Pleich, Dom, Haug, Innere Pleich, Mainviertel, Neumünster, Peter, Rennweg.

## Geschichte

### Die Altstadt bis zur Aufhebung der Festungseigenschaft
Bis zur Aufhebung der Festungseigenschaft des rechtsmainischen Teils der Stadt Würzburg am 26. September 1856 durch König Max II. war die Altstadt der Mittelpunkt der Stadtgeschichte Würzburgs. Zwar war auch die heute in der Zellerau liegende Festung Marienberg stark in die Geschichte verwickelt, aber den Schwerpunkt bildete dennoch die Würzburger Altstadt.

### Von der Aufhebung der Festungseigenschaft bis heute

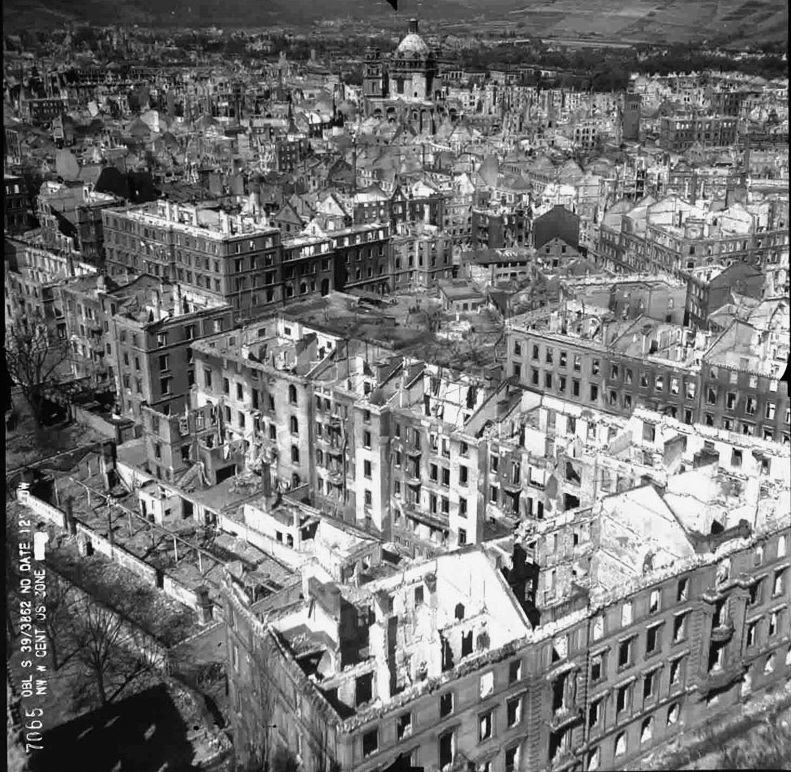
Die zerstörte Altstadt

Beim Bombenangriff auf Würzburg am 16. März 1945 wurden fast 90 % der Altstadt zerstört. Es war zugleich der am stärksten zerstörte Stadtbezirk. Erst 1970 ist der Wiederaufbau weitestgehend abgeschlossen.
Am 25. Juni 2021 kamen durch einen Anschlag drei Menschen ums Leben, weitere wurden verletzt.

## Religion
Die meisten der Würzburger Kirchen liegt im Stadtbezirk Altstadt. Darunter fallen unter anderem der Würzburger Dom, das Neumünster, die Marienkapelle oder auch das Augustinerkloster Würzburg. Evangelische Kirchen sind unter anderem St. Stephan, die Johanniskirche und die Deutschhauskirche. Die katholischen Kirchen ganz Würzburgs bilden das Dekanat Würzburg-Stadt. Evangelische Kirchen gehören zum Evangelisch-Lutherischen Dekanat Würzburg und damit zum Kirchenkreis Ansbach-Würzburg der Evangelisch-Lutherischen Kirche in Bayern.

## Kultur und Sehenswürdigkeiten

### Theater und Bühnen

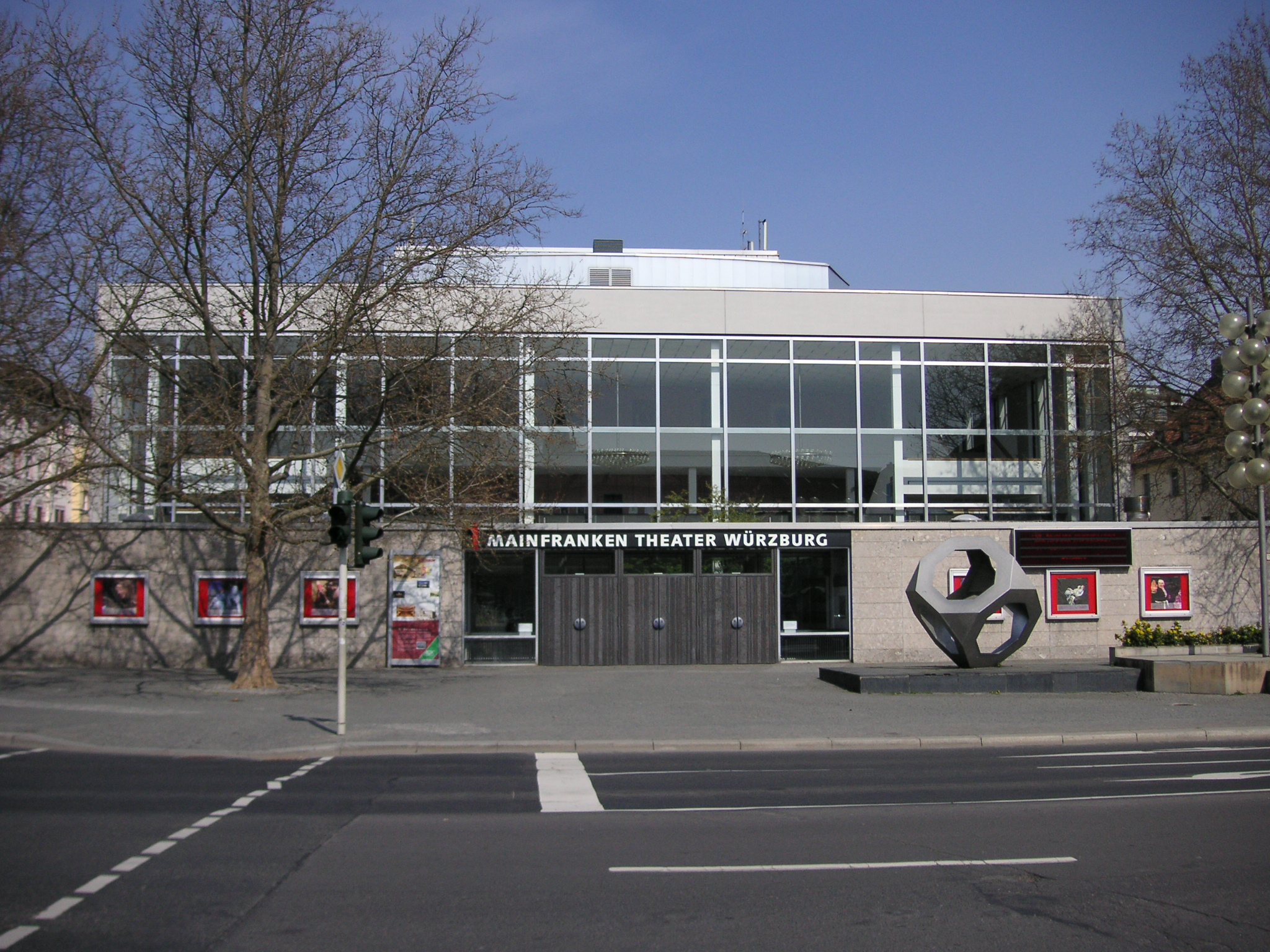
Mainfranken Theater

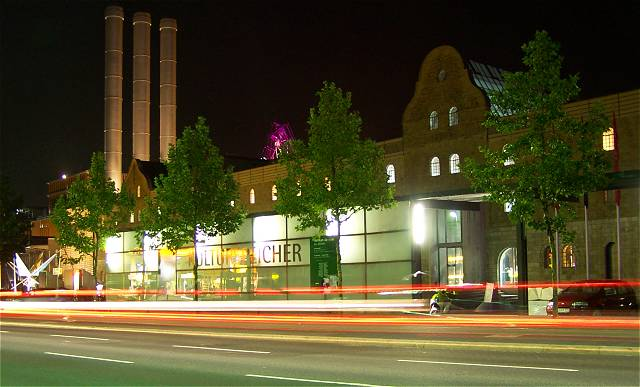
Kulturspeicher

Mit dem Mainfranken Theater besitzt die Altstadt ein Dreispartenhaus mit einem Schauspiel-, einem Musiktheater- und einem Ballettensemble.
Am Rande der Altstadt, in Richtung Dürrbachtal, liegt der Kulturspeicher. In diesem ehemaligen Hafengebäude sind das Bockshorn (Kabarett) und der tanzSpeicher untergebracht.

### Museen und Galerien
- Museum am Dom
- Würzburger Domschatz
- Historischer Saal der Fischerzunft
- Museum im Kulturspeicher
- Kunstschiff „Arte Noah“
- Martin von Wagner Museum
- Röntgen-Gedächtnisstätte
- Staatsgalerie Würzburg

### Musik
Im Gebiet der Altstadt befinden sich die alle Gebäude der Hochschule für Musik. Weiter befindet sich auch die Sing- und Musikschule im Gebiet des Stadtbezirks.

### Grünflächen und Naherholung

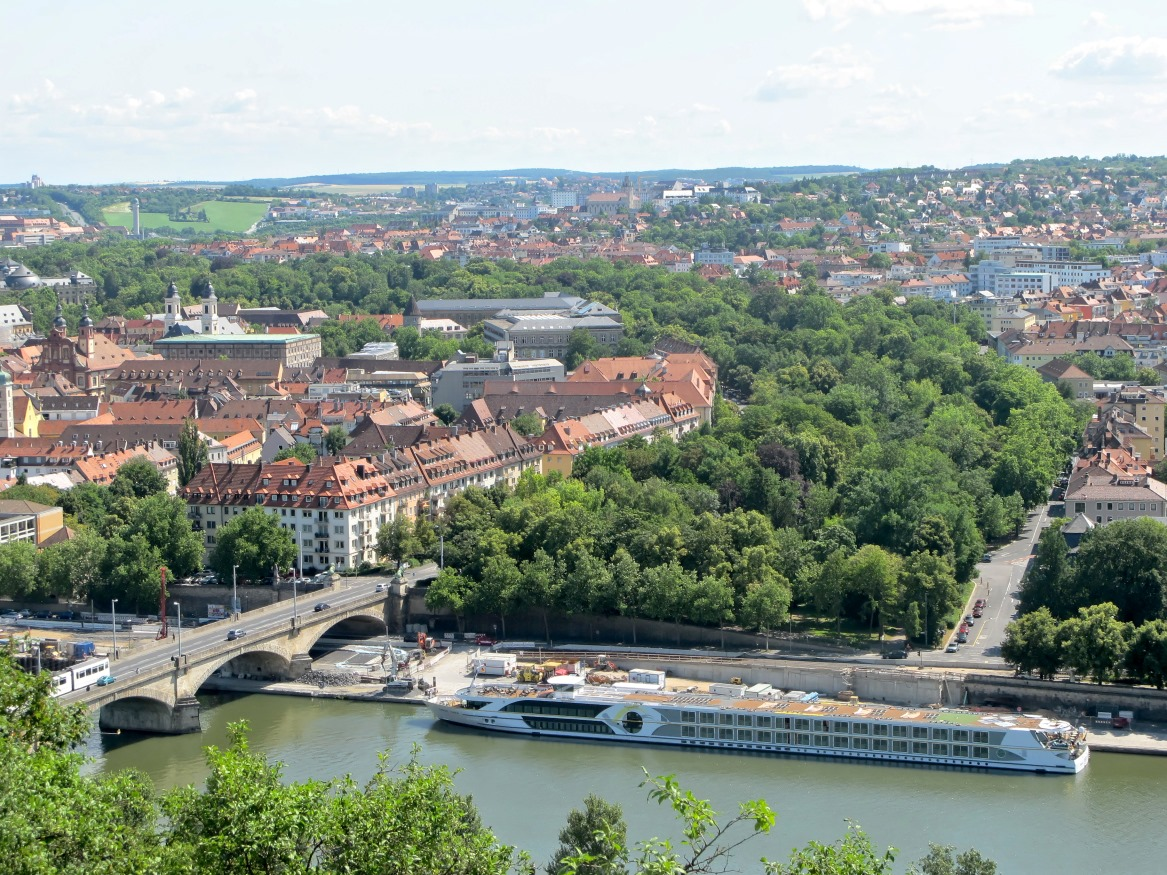
Der Ringpark zwischen Altstadt und Sanderau

Der Stadtbezirk ist vom Ringpark umgeben. Dieser ist weitgehend mit der ehemaligen, letzten Stadtmauer identisch. Er dient den Würzburgern als Naherholungsgebiet. Weiter bietet sich der Park der Würzburger Residenz an, welcher vom Ringpark durch eine hohe Mauer abgegrenzt ist.
Eine kleine Oase inmitten der Stadt bildet das Lusamgärtchen. Dort, am übriggebliebenen Flügel des Neumünsterkreuzgangs, wird von den Besuchern auch des Walther von der Vogelweide gedacht. Weiter lädt der Garten des Juliusspitals zum Erholen ein.

## Wirtschaft und Infrastruktur

### Bildung und Forschung

#### Hochschulen und verwandte Einrichtungen

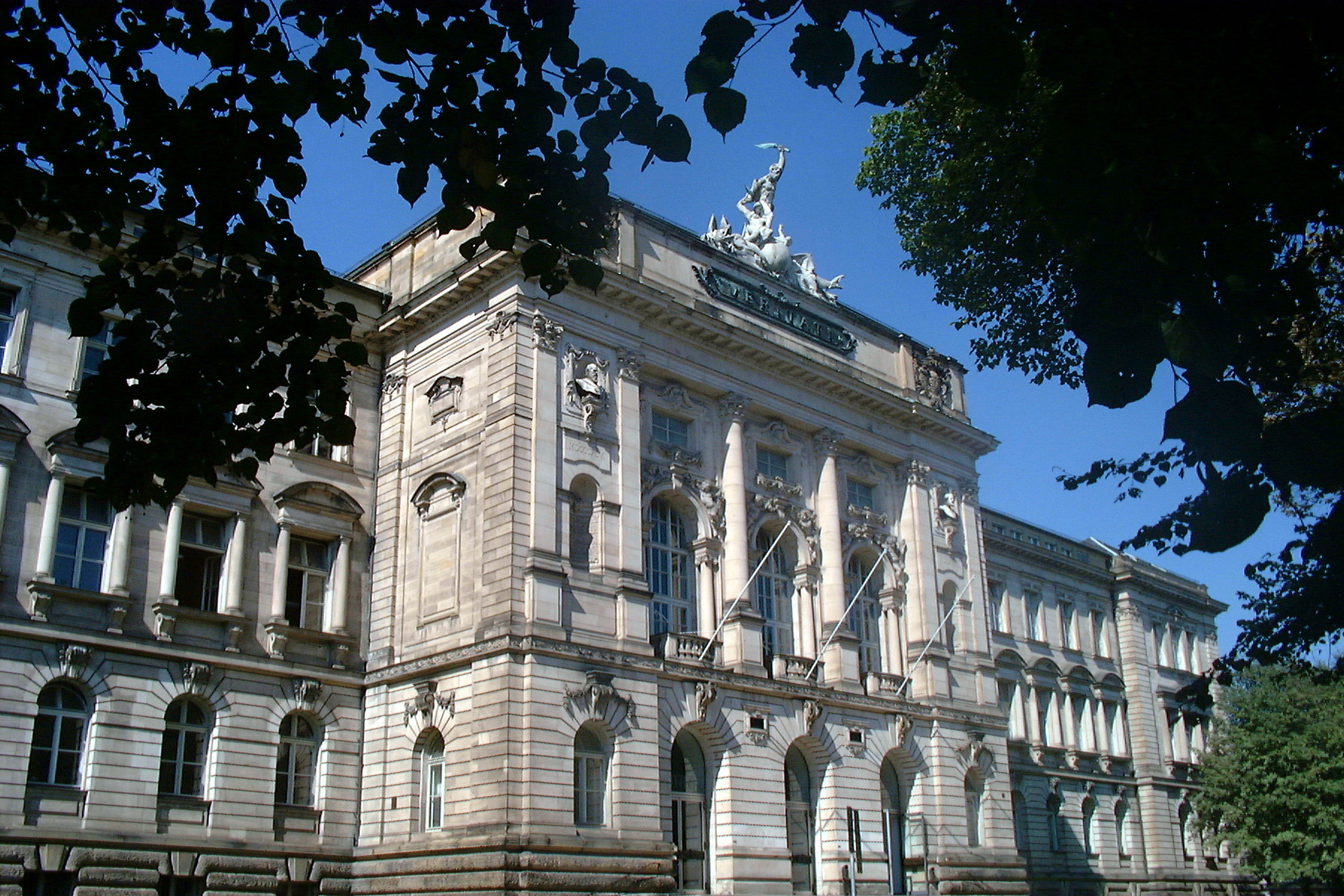
Theologische und Wirtschaftswissenschaftliche Fakultät der Universität Würzburg am Sanderring

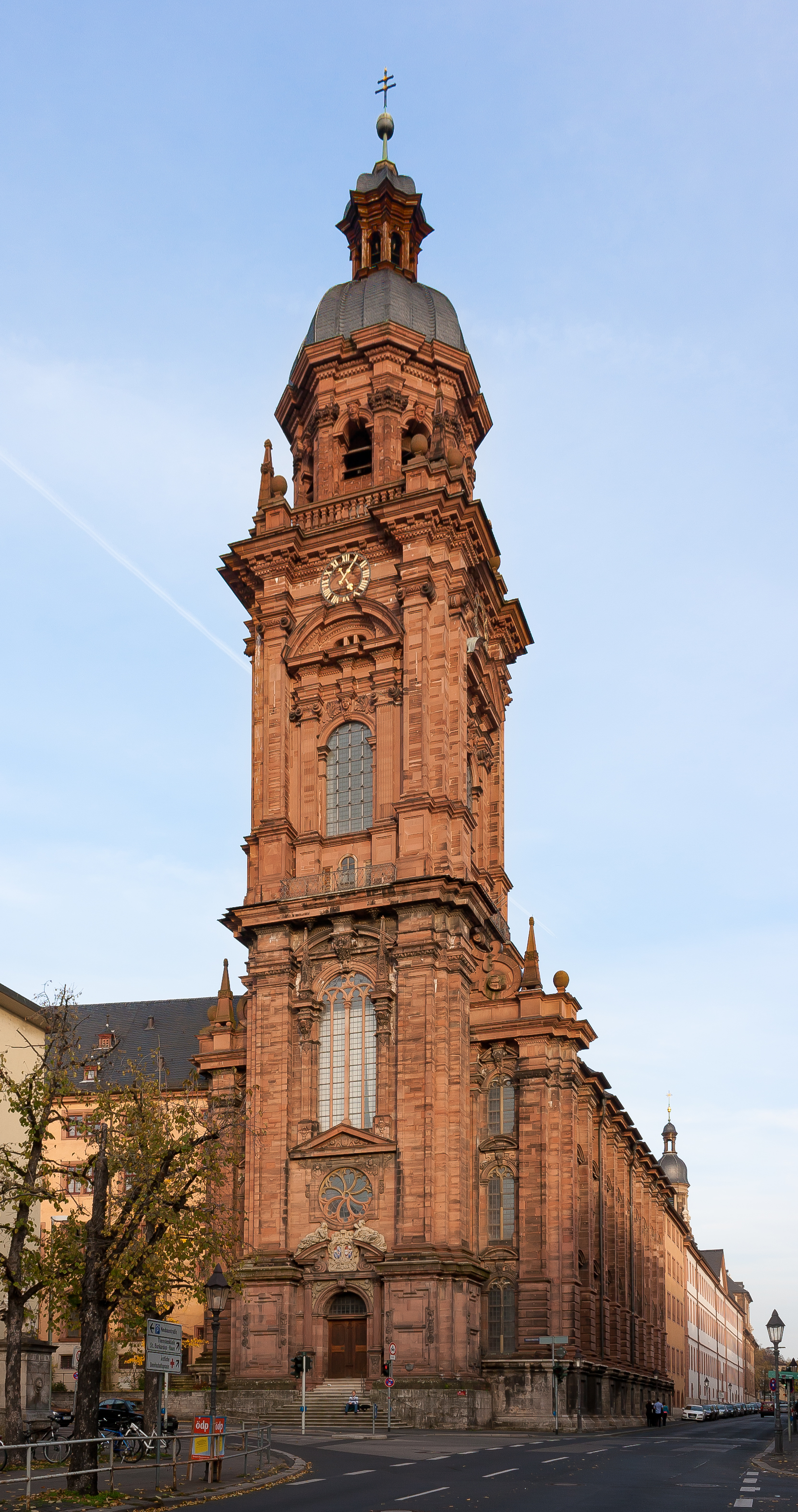
Turm der Neubaukirche. Die ehemalige Universitätskirche wird heute als Aula benutzt.

Bereits 1402 wurde auf dem Gebiet der heutigen Altstadt die Julius-Maximilians-Universität erstgegründet. Neugegründet 1582 zählt sie zu den ältesten und traditionsreichsten Universitäten Deutschlands. Es ist eine sogenannte Volluniversität. Mit ihren etwa 30 Studentenverbindungen ist die Uni eine „Verbindungshochburg“. Heute befinden sich nur noch wenige Fakultäten in der Altstadt. Die Mehrheit ist nun am Hubland.
Auch die Musikhochschule Würzburgs befindet sich in der Altstadt. Sie ist die kleinste Hochschule Würzburgs, denn an zweiter Stelle steht die Hochschule für angewandte Wissenschaften Würzburg-Schweinfurt.
Eine vergleichbare Einrichtung ist auch die Würzburger Dolmetscherschule, (Fachakademie und Berufsfachschule für Dolmetscher, Übersetzer und Fremdsprachenkorrespondenten sowie eine Berufsfachschule für Europasekretärinnen)

#### Schulen
Würzburg verfügt über zahlreiche Schulen, darunter eine städtische und eine am 1. August 2013 neu gegründete staatliche Berufliche Oberschule sowie neun Gymnasien.
Auf dem Gebiet der Altstadt befinden sich die folgenden weiterführenden Schulen:
- Deutschhaus-Gymnasium
- Riemenschneider-Gymnasium
- Röntgen-Gymnasium
- Siebold-Gymnasium
- St.-Ursula-Schule (Gymnasium + Realschule)
- Wirsberg-Gymnasium

### Verkehr

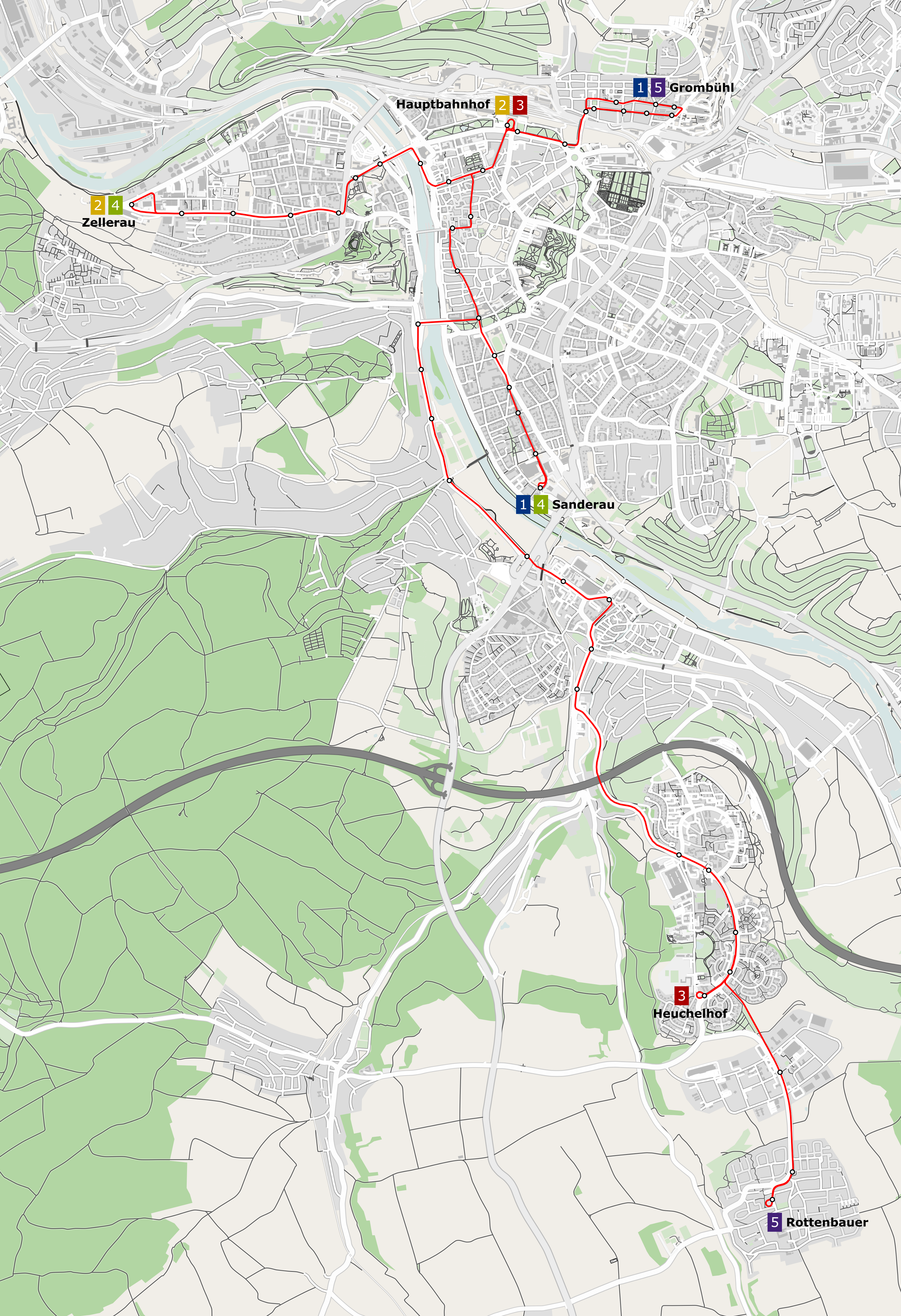
Straßenbahnlinien in Würzburg

Die Altstadt ist sehr gut an den ÖPNV angeschlossen. Neben vielen Buslinien, Hauptumsteigepunkte sind hierbei der Busbahnhof am Hauptbahnhof und die Haltestelle Barbarossaplatz nähe der Juliuspromenade, verkehren auch die fünf Würzburger Straßenbahnen durch die Altstadt. Auch die neue „Linie 6“ Richtung Hubland soll durch die Altstadt fahren.
Weiter befindet sich auch der Hauptbahnhof auf dem Gebiet der Altstadt. Er ist überregionaler Knotenpunkt im Personenfernverkehr der Deutschen Bahn.